# Europaschip

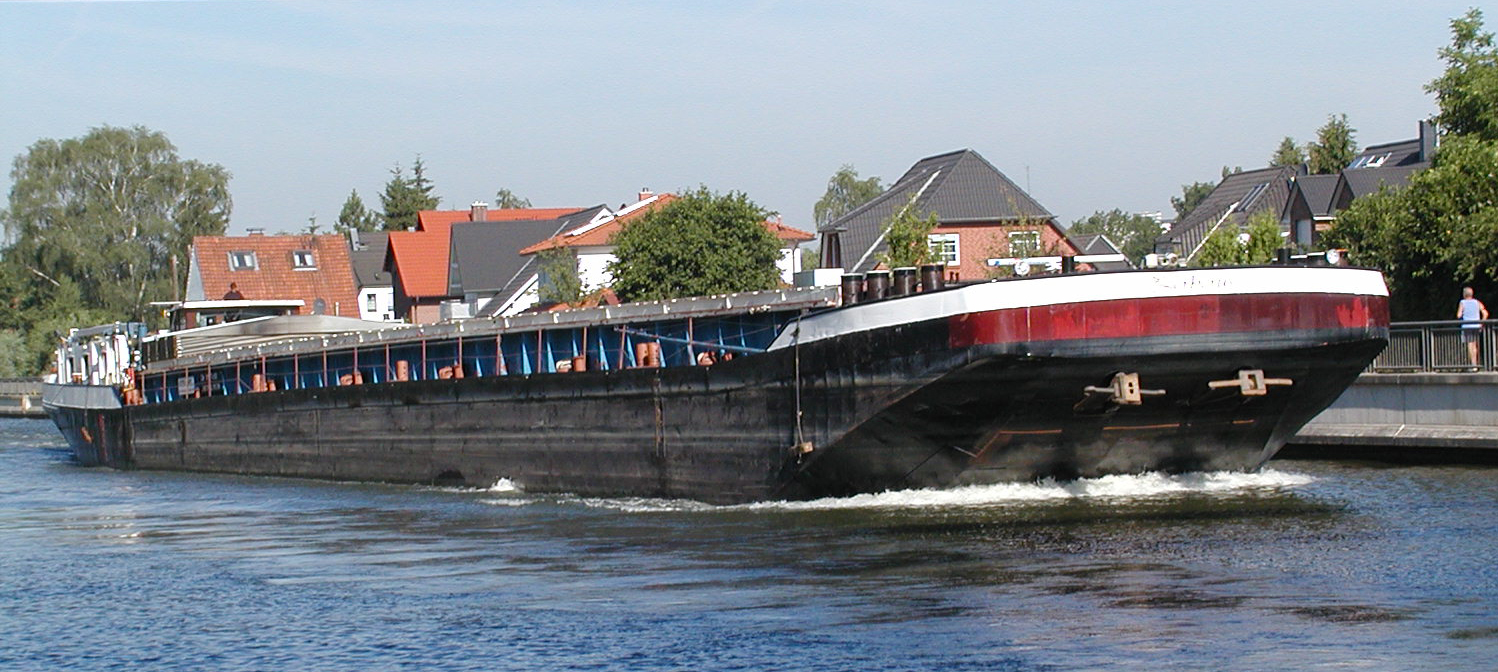
Europaschip

Het Europaschip is voortgekomen uit de Rijn-Hernekanaalschepen en is ontwikkeld voor de grotere waterwegen in Europa.
Een Europaschip kan maximaal 1500 ton vervoeren en heeft een maximale diepgang van 2,50 m. Deze schepen zijn maximaal 85 meter lang en 9,50 meter breed.